# Coupe du monde de saut à ski 1993-1994
Navigation
Édition précédente Édition suivante
L'édition 1993/1994 de la coupe du monde de saut à ski est une compétition sportive internationale rassemblant les meilleurs athlètes mondiaux pratiquant le saut à ski. Elle s'est déroulée entre le 11 décembre 1993 et le 27 mars 1994 et a été remportée par le Norvégien Espen Bredesen suivi de l'Allemand Jens Weißflog et de l'Autrichien Andreas Goldberger.

## Classement général
| Rang | Nom                | Pays               | Points |
| ---- | ------------------ | ------------------ | ------ |
| 1    | Espen Bredesen     | Norvège            | 1203   |
| 2    | Jens Weissflog     | Allemagne          | 1110   |
| 3    | Andreas Goldberger | Autriche           | 927    |
| 4    | Jaroslav Sakala    | République tchèque | 751    |
| 5    | Roberto Cecon      | Italie             | 710    |
| 6    | Noriaki Kasai      | Japon              | 562    |
| 7    | Takanobu Okabe     | Japon              | 529    |
| 8    | Jinya Nishikata    | Japon              | 482    |
| 9    | Lasse Ottesen      | Norvège            | 421    |
| 10   | Janne Ahonen       | Finlande           | 388    |

## Résultats
| Date             | Lieu                   | Vainqueur                                                                          | Deuxième                                                                         | Troisième                                                                  |
| ---------------- | ---------------------- | ---------------------------------------------------------------------------------- | -------------------------------------------------------------------------------- | -------------------------------------------------------------------------- |
| 11 décembre 1993 | Planica                | Espen Bredesen                                                                     | Takanobu Okabe                                                                   | Andreas Goldberger                                                         |
| 12 décembre 1993 | Planica                | Jens Weißflog                                                                      | Andreas Goldberger                                                               | Espen Bredesen                                                             |
| 14 décembre 1993 | Predazzo               | Jens Weißflog                                                                      | Espen Bredesen                                                                   | Andreas Goldberger                                                         |
| 17 décembre 1993 | Courchevel             | Andreas Goldberger                                                                 | Jinya Nishikata                                                                  | Jaroslav Sakala                                                            |
| 19 décembre 1993 | Engelberg              | Janne Ahonen                                                                       | Sylvain Freiholz                                                                 | Bjørn Myrbakken                                                            |
| 30 décembre 1993 | Oberstdorf             | Jens Weißflog                                                                      | Espen Bredesen                                                                   | Andreas Goldberger                                                         |
| 1er janvier 1994 | Garmisch-Partenkirchen | Espen Bredesen                                                                     | Jens Weißflog                                                                    | Takanobu Okabe                                                             |
| 4 janvier 1994   | Innsbruck              | Andreas Goldberger                                                                 | Jens Weißflog                                                                    | Noriaki Kasai                                                              |
| 6 janvier 1994   | Bischofshofen          | Espen Bredesen                                                                     | Noriaki Kasai                                                                    | Jens Weißflog                                                              |
| 9 janvier 1994   | Murau                  | Noriaki Kasai                                                                      | Espen Bredesen                                                                   | Dieter Thoma                                                               |
| 15 janvier 1994  | Liberec                | Espen Bredesen                                                                     | Jaroslav Sakala                                                                  | Roberto Cecon                                                              |
| 16 janvier 1994  | Liberec                | Jaroslav Sakala                                                                    | Espen Bredesen                                                                   | Lasse Ottesen                                                              |
| 22 janvier 1994  | Sapporo                | Jens Weißflog                                                                      | Andreas Goldberger                                                               | Jiří Parma                                                                 |
| 23 janvier 1994  | Sapporo                | Jens Weißflog                                                                      | Espen Bredesen                                                                   | Jinya Nishikata                                                            |
| 5 mars 1994      | Lahti                  | Jens Weißflog                                                                      | Christian Moser                                                                  | Noriaki Kasai                                                              |
| 5 mars 1994      | Lahti.                 | Autriche - Stefan Horngacher - Heinz Kuttin - Christian Moser - Andreas Goldberger | Japon - Jinya Nishikata - Kenji Suda - Takanobu Okabe - Noriaki Kasai            | Norvège - Bjørn Myrbakken - Oyvind Berg - Lasse Ottesen - Espen Bredesen   |
| 9 mars 1994      | Örnsköldsvik           | Roberto Cecon                                                                      | Kenji Suda                                                                       | Jens Weißflog                                                              |
| 20 mars 1994     | Planica                | Jaroslav Sakala                                                                    | Espen Bredesen                                                                   | Roberto Cecon                                                              |
| 25 mars 1994     | Thunder Bay            | Allemagne - Gerd Siegmund - Hansjörg Jäkle - Christof Duffner - Jens Weißflog      | Autriche - Werner Rathmayr - Christian Moser - Heinz Kuttin - Andreas Goldberger | Norvège - Oyvind Berg - Stein Henrik Tuff - Lasse Ottesen - Espen Bredesen |
| 26 mars 1994     | Thunder Bay            | Gerd Siegmund                                                                      | Andreas Goldberger                                                               | Roberto Cecon                                                              |
| 27 mars 1994     | Thunder Bay            | Jens Weißflog                                                                      | Takanobu Okabe                                                                   | Espen Bredesen                                                             |

## Liens & Source
Résultats Officiels FIS